# Satyrus teleuda
Satyrus teleuda är en fjärilsart som beskrevs av Hans Fruhstorfer 1917. Satyrus teleuda ingår i släktet Satyrus och familjen praktfjärilar. Inga underarter finns listade.